# Autigny-la-Tour
Autigny-la-Tour är en kommun i departementet Vosges i regionen Grand Est (tidigare regionen Lorraine) i nordöstra Frankrike. Kommunen ligger i kantonen Coussey som tillhör arrondissementet Neufchâteau. År 2022 hade Autigny-la-Tour 136 invånare.

## Befolkningsutveckling
Antalet invånare i kommunen Autigny-la-Tour
| Referens: INSEE |